# TSPAN8
TSPAN8‏ (Tetraspanin 8) هوَ بروتين يُشَفر بواسطة جين TSPAN8 في الإنسان.